# Přísnotice
Přísnotice är en ort i Tjeckien.   Den ligger i regionen Södra Mähren, i den sydöstra delen av landet, 200 km sydost om huvudstaden Prag. Přísnotice ligger 181 meter över havet och antalet invånare är 797.
Terrängen runt Přísnotice är platt. Runt Přísnotice är det ganska tätbefolkat, med 72 invånare per kvadratkilometer. Närmaste större samhälle är Židlochovice, 4,1 km norr om Přísnotice. Trakten runt Přísnotice består till största delen av jordbruksmark.